# Deutsche Fußballmeisterschaft (Frauen)
Seit 1974 richtete der DFB eine Meisterschaft im Frauenfußball aus. Nach der Aufhebung des Frauenfußballverbots 1970 war dies der zweite Meilenstein in der Entwicklung des deutschen Frauenfußballs. Ab 1990 wurde die Frauen-Bundesliga ausgespielt, zuerst bis 1997 in Nord- und Südstaffel, so dass noch Endspiele um die Meisterschaft stattfanden, seit 1997/98 ist die Bundesliga jedoch eingleisig.

## Modus
Bei der Ermittlung des Deutschen Meisters ging man unterschiedlich vor. Bei der ersten Austragung wurden die sechzehn Verbandsmeister auf vier Gruppen mit jeweils vier Mannschaften aufgeteilt. Eine der vier Mannschaften fungierte als Ausrichter des Turniers, bei dem jede Mannschaft gegen jede andere Mannschaft antrat. Die vier Gruppensieger erreichten das Endturnier. Dort gab es zunächst ein Halbfinale. Die Verlierer spielten um Platz 3, die Sieger spielten um die Meisterschaft.
Ab 1975 wurde ausschließlich im K.-o.-System gespielt. Die Paarungen wurden jeweils ausgelost und in Hin- und Rückspiel ausgetragen. Das Finale wurde bis auf die Jahre 1977, 1978 und 1979 in einem Spiel ausgetragen.
Mit Gründung der zunächst zweigleisigen Bundesliga im Jahre 1990 wurde der Modus erneut geändert. Nunmehr erreichten die Gruppensieger und -zweiten der Nord- und Südgruppe die Endrunde. Das Halbfinale wurde in Hin- und Rückspiel ausgetragen. Das Finale wurde in einer Partie ausgetragen.
Nachdem die Bundesliga 1997 eingleisig weitergeführt wurde, werden keine Finalspiele mehr ausgetragen. Die punktbeste Mannschaft ist Deutscher Meister.

## Die Endspiele
| Saison  | Sieger                   | Finalist                 | Ergebnis             | Spielort                            |
| ------- | ------------------------ | ------------------------ | -------------------- | ----------------------------------- |
| 1974    | TuS Wörrstadt            | DJK Eintracht Erle       | 4:0                  | Mainz                               |
| 1975    | Bonner SC                | FC Bayern München        | 4:2                  | Bad Godesberg                       |
| 1976    | FC Bayern München        | Tennis Borussia Berlin   | 4:2 n. V.            | Siegen                              |
| 1977    | SSG 09 Bergisch Gladbach | NSG Oberst Schiel        | 0:0 1:0              | Bergisch Gladbach Frankfurt am Main |
| 1978    | SC 07 Bad Neuenahr       | FC Hellas Marpingen      | 2:0 0:1              | Bad Neuenahr Eppelborn              |
| 1979    | SSG 09 Bergisch Gladbach | FC Bayern München        | 3:2 1:0              | München Bergisch Gladbach           |
| 1980    | SSG 09 Bergisch Gladbach | KBC Duisburg             | 5:0                  | Bergisch Gladbach                   |
| 1981    | SSG 09 Bergisch Gladbach | Tennis Borussia Berlin   | 4:0                  | Bergisch Gladbach                   |
| 1982    | SSG 09 Bergisch Gladbach | FC Bayern München        | 6:0                  | Bergisch Gladbach                   |
| 1983    | SSG 09 Bergisch Gladbach | Tennis Borussia Berlin   | 6:0                  | Bergisch Gladbach                   |
| 1984    | SSG 09 Bergisch Gladbach | FSV Frankfurt            | 3:1                  | Frankfurt                           |
| 1985    | KBC Duisburg             | FC Bayern München        | 1:0                  | Duisburg                            |
| 1986    | FSV Frankfurt            | SSG 09 Bergisch Gladbach | 5:0                  | Bergisch Gladbach                   |
| 1987    | TSV Siegen               | FSV Frankfurt            | 2:1                  | Siegen                              |
| 1988    | SSG 09 Bergisch Gladbach | KBC Duisburg             | 0:0 n. V., 5:4 n. E. | Bergisch Gladbach                   |
| 1989    | SSG 09 Bergisch Gladbach | TuS Ahrbach              | 2:0                  | Montabaur                           |
| 1990    | TSV Siegen               | SSG 09 Bergisch Gladbach | 3:0                  | Siegen                              |
| 1990/91 | TSV Siegen               | FSV Frankfurt            | 4:2                  | Siegen                              |
| 1991/92 | TSV Siegen               | Grün-Weiß Brauweiler     | 2:0                  | Siegen                              |
| 1992/93 | TuS Niederkirchen        | TSV Siegen               | 2:1 n. V.            | Limburgerhof                        |
| 1993/94 | TSV Siegen               | Grün-Weiß Brauweiler     | 1:0                  | Pulheim                             |
| 1994/95 | FSV Frankfurt            | Grün-Weiß Brauweiler     | 2:0                  | Pulheim                             |
| 1995/96 | TSV Siegen               | SG Praunheim             | 1:0                  | Frankfurt                           |
| 1996/97 | Grün-Weiß Brauweiler     | FC Rumeln-Kaldenhausen   | 1:1 n. V., 5:3 n. E. | Duisburg                            |

## DDR
In der DDR wurde seit 1979 eine Ermittlung der besten Mannschaft durchgeführt. Zunächst erfolgte die Bestenermittlung in Turnierform, ab 1985 als Endspiel, ab 1988 mit Hin- und Rückspiel.
| Jahr | Meister                     | Zweiter                    | Dritter              | Austragungsort     |
| ---- | --------------------------- | -------------------------- | -------------------- | ------------------ |
| 1979 | Motor Mitte Karl-Marx-Stadt | BSG Aufbau Dresden-Ost     | BSG Post Rostock     | Templin            |
| 1980 | BSG Wismut Karl-Marx-Stadt  | Aufbau Dresden-Ost         | BSG Chemie Wolfen    | Blankenburg (Harz) |
| 1981 | BSG Turbine Potsdam         | BSG Chemie Wolfen          | Chemie Leipzig       | Babelsberg         |
| 1982 | BSG Turbine Potsdam         | BSG Chemie PCK Schwedt     | Chemie Leipzig       | Lauchhammer        |
| 1983 | BSG Turbine Potsdam         | BSG Wismut Karl-Marx-Stadt | Chemie PCK Schwedt   | Schwedt            |
| 1984 | BSG Motor Halle             | BSG Turbine Potsdam        | BSG Rotation Schlema | Colditz und Grimma |

Endspiele
| Saison | Sieger               | Finalist                   | Ergebnis | Spielorte        |
| ------ | -------------------- | -------------------------- | -------- | ---------------- |
| 1985   | BSG Turbine Potsdam  | BSG Wismut Karl-Marx-Stadt | 2:0      | Markkleeberg     |
| 1986   | BSG Turbine Potsdam  | BSG Motor Halle            | 4:1      | Dresden          |
| 1987   | BSG Rotation Schlema | BSG Wismut Karl-Marx-Stadt | 4:1      | Kamenz           |
| 1988   | BSG Rotation Schlema | BSG Turbine Potsdam        | 3:0 1:3  | Aue Babelsberg   |
| 1989   | BSG Turbine Potsdam  | BSG Rotation Schlema       | 3:1 2:3  | Babelsberg Aue   |
| 1990   | BSG Post Rostock     | BSG Wismut Chemnitz        | 6:1 4:2  | Chemnitz Rostock |